# De uno a diez, ¿cuánto me quieres?
"De uno a diez, ¿cuánto me quieres?", es una obra de teatro chilena de la compañía Teatro Aparte, que fue estrenada el año 1995 y trata acerca del amor en pareja y de las diferencias entre el mundo masculino y el universo femenino. Debido a ser la obra más vista de la década de los 90' en Chile ha sido remontada en numerosas ocasiones con distintos elencos. 

## Argumento
La historia gira en torno a una pareja recién divorciada que trata de reorganizar su vida; un matrimonio constantemente envuelto en discusiones sobre su doméstica vida en común, una pareja de sicólogos que anhelan un amor distinto encarnado en una bailarina española; un grupo de mujeres que conversa sobre esposos e hijos y un par de parejas que recuerdan experiencias amorosas pasadas. De este modo, el humor y el drama se mezclan, disfrazan y confunden, para hablar de intimidad, matrimonios, celos, sexo, infidelidad y rompimientos de parejas.